# Rhynchodontodes sagittalis
Rhynchodontodes sagittalis är en fjärilsart som beskrevs av Hans Rebel 1948. Rhynchodontodes sagittalis ingår i släktet Rhynchodontodes och familjen nattflyn. Inga underarter finns listade.